# Bernd Dittert
Bernd Dittert (nascido em 6 de fevereiro de 1961) é um ex-ciclista alemão. Especialista na pista, também se destacou como um contrarrelogista.

## Biografia
Competiu representando o seu país natal nos Jogos Olímpicos de 1988, em Seul, onde conquistou a medalha de bronze na perseguição individual (4000 m). Quatro anos depois, em Barcelona, Dittert foi o vencedor e recebeu a medalha de ouro nos 100 km contrarrelógio por equipes (estrada), juntamente com Michael Rich, Christian Meyer e Uwe Peschel.